# Simulium harrisoni
Simulium harrisoni är en tvåvingeart som beskrevs av Freeman och Meillon 1953. Simulium harrisoni ingår i släktet Simulium och familjen knott. Inga underarter finns listade i Catalogue of Life.